# Dulköy, Araklı
Dulköy là một xã thuộc huyện Araklı, tỉnh Trabzon, Thổ Nhĩ Kỳ. Dân số thời điểm năm 2011 là 288 người.